# 청송초등학교 (경북)
청송초등학교는 대한민국 경상북도 청송군 청송읍 월막리에 있는 공립 초등학교다.

## 학교 연혁
- 1909년 4월 1일 사립 낙일(樂一)학교 창립
- 1912년 4월 1일 청송공립보통학교로 개교
- 1924년 6월 12일 현 위치로 이전
- 1937년 5월 12일 청송공립보통학교 부설 송생간이학교 설립 인가 및 개교
- 1938년 4월 1일 청보(靑寶)공립심상소학교 개칭[1]
- 1941년 4월 1일 청보공립국민학교 개편[2]
- 1944년 4월 1일 송생분교 6학급 편성 및 송생국민학교 승격 분리
- 1950년 6월 1일 청송국민학교 개편
- 1955년 4월 1일 청운분교장 개교
- 1967년 8월 3일 청운분교장 국민학교 승격 인가
- 1968년 3월 5일 청운분교 청운국민학교 승격 분리
- 1981년 3월 1일 병설유치원 개원
- 1991년 3월 1일 송생국민학교 폐교 및 본교 통폐합
- 1995년 3월 1일 월외국민학교 폐교 및 본교 통폐합
- 1996년 3월 1일 청송초등학교 개편, 청운초등학교 폐교 및 본교 통폐합[3]
- 2013년 3월 1일 대전초등학교 폐교 및 본교 통폐합
- 2020년 1월 7일 제107회 졸업식(누계 9,953명)
- 2020년 3월 1일 12학급 편성, 유치원 4학급 편성
- 2020년 9월 1일 제28대 함미화 교장 부임

## 학교 상징
- 교화 - 장미(건전한 정신, 자위정신, 봉사정신) : 날카로운 가시는 내몸 내나라 내가 지키는 자위 정신을, 향기와 고운 색깔로 남을 돕고 국가사회에 헌신 봉사하며 뚜렷한 빛을 남길 것이다.
- 교목 - 느티나무(건강한 신체, 굳은 마음, 쓸모있는 사람) : 굵고 크고 단단함은 큰 꿈과 곧은 마음 굳은 의지 튼튼한 몸을 아름다운 무늬와 같은 개성이 뚜렷하고 쓸모있는 참된 내일의 일꾼이 될 것을 상징한다.

## 참고 자료
- 청송초등학교 - 한국교육학술정보원 학교알리미